# 圣让德比埃日
圣让德比埃日（法語：Saint-Jean-de-Buèges，法語發音：[sɛ̃ ʒɑ̃ də bɥɛʒ]）是法国埃罗省的一个市镇，属于洛代沃区。

## 地理
圣让德比埃日（43°49'42"N, 3°37'3"E）面积16.9 平方千米，位于法国奧克西塔尼大區埃罗省，该省份为法国南部沿海省份，南濒地中海，西南接奥德省，西北接塔恩省和阿韦龙省，东北与加尔省接壤。
与圣让德比埃日接壤的市镇（或旧市镇、城区）包括：罗格、科斯德拉塞勒、戈尔涅斯、佩盖罗勒德比埃日、圣安德烈德比埃日、圣莫里斯纳瓦塞勒。

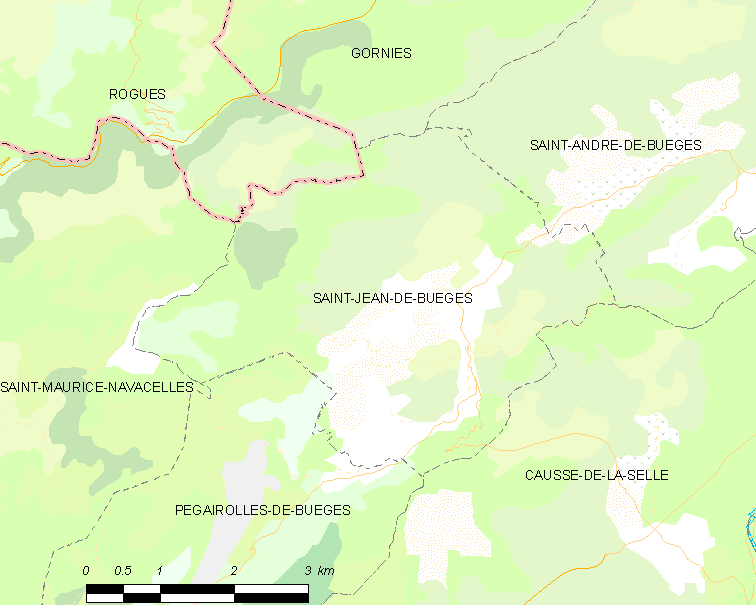
圣让德比埃日的OSM定位图

圣让德比埃日的时区为UTC+01:00、UTC+02:00（夏令时）。

## 行政
圣让德比埃日的邮政编码为34380，INSEE市镇编码为34264。

## 政治
圣让德比埃日所属的省级选区为洛代沃县。

## 人口

1962-2008年间圣让德比埃日人口变化图示

圣让德比埃日于2022年1月1日时的人口数量为211人。